# Rubraea unimaculata
Rubraea unimaculata is een vlinder uit de familie van de Nymphalidae. De wetenschappelijke naam van de soort is voor het eerst gepubliceerd in 1898 door Henley Grose-Smith. Sommige auteurs beschouwen dit taxon als een ondersoort van Acraea cerasa (Hewitson, 1861).
De soort komt voor in Congo-Kinshasa, Oeganda en Kenia.